# Lancer

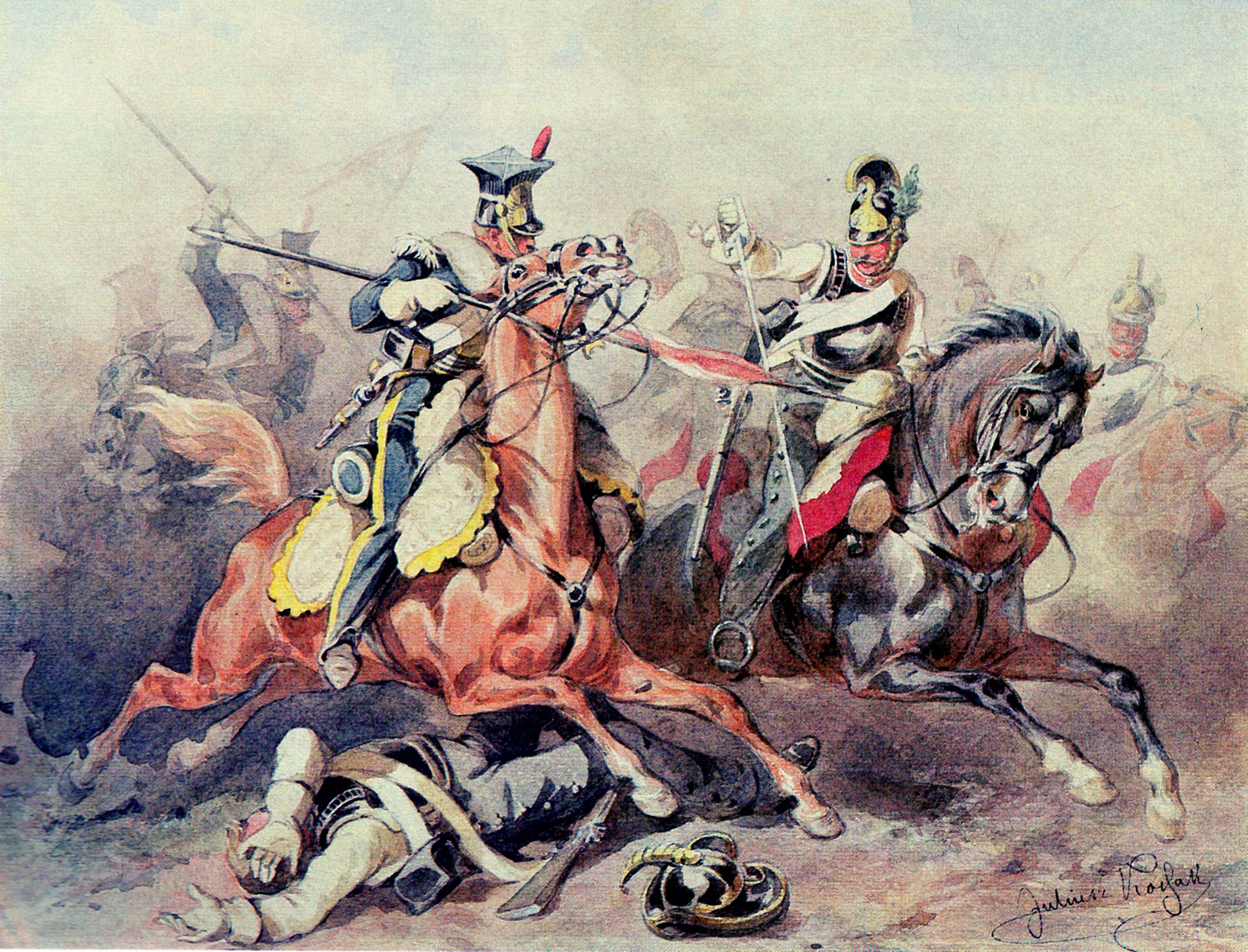
Lính Lancer Ba Lan (trái) giao chiến với lính Cuiassier Áo (phải)

Lancer (tiếng Việt: Kỵ binh đánh thương, kỵ binh đánh giáo, tiếng Ba Lan: ułan, tiếng Đức: Ulan, tiếng Pháp: Ulan) là thuật ngữ dùng để chỉ các đơn vị kỵ binh sử dụng giáo hoặc thương khi chiến đấu. Lancer xuất hiện sớm nhất ở Assyria vào khoảng năm 700 trước Công nguyên và sau đó là ở Ba Tư, Ấn Độ, Ai Cập, Trung Quốc, Hy Lạp, và La Mã. Phương pháp chiến đấu này được sử dụng rộng rãi bởi kỵ binh hạng nặng trên khắp Lục địa Á-Âu trong suốt thời Trung cổ và Phục hưng. Đến cuối thế kỷ 16, Lancer không còn được sử dụng phổ biến cho đến khi được kỵ binh hạng nhẹ áp dụng lại vào thế kỷ 19.

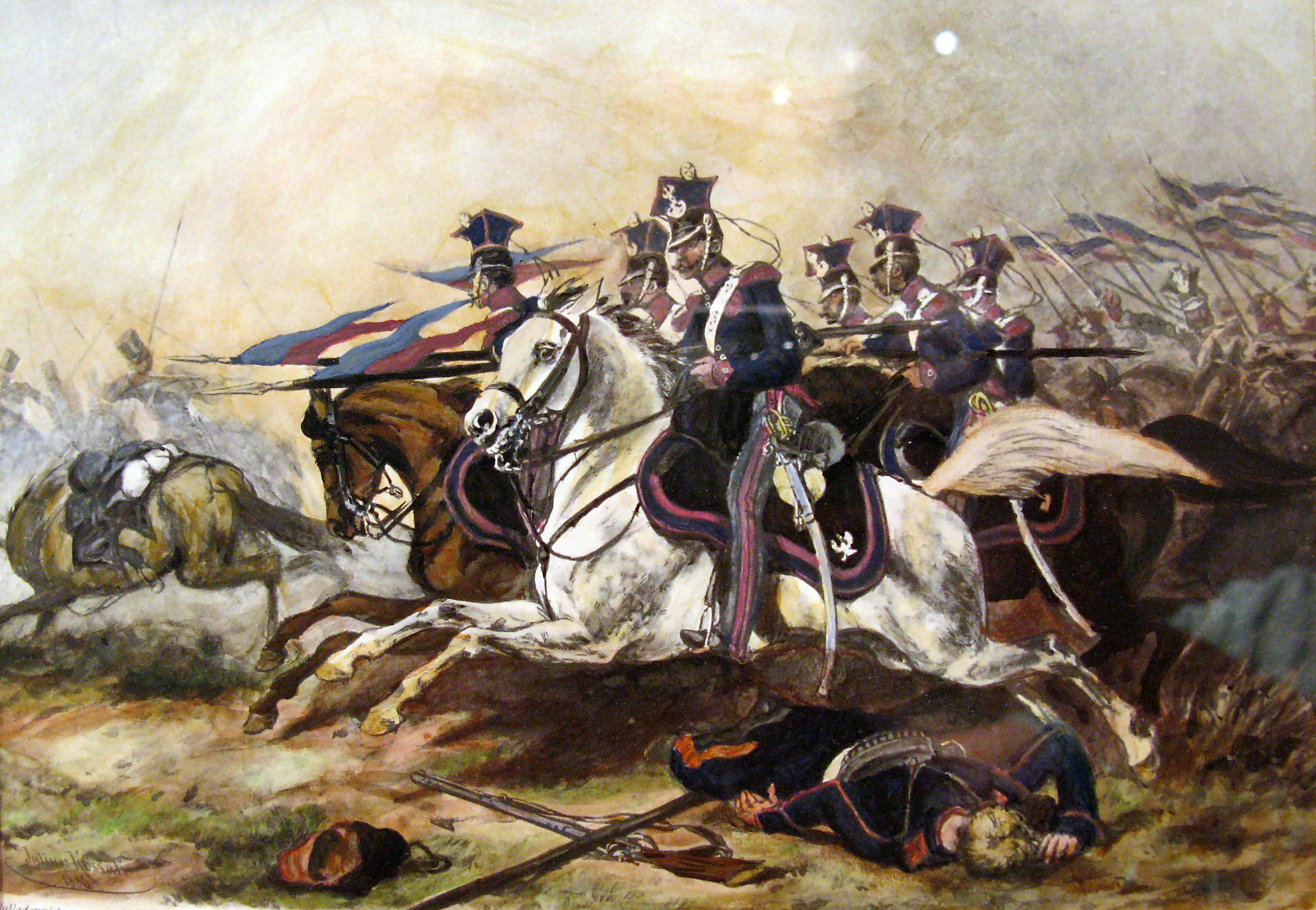
Lính uhlans Ba Lan tại thành Poznań trong Cuộc nổi dậy tháng 11 năm 1831

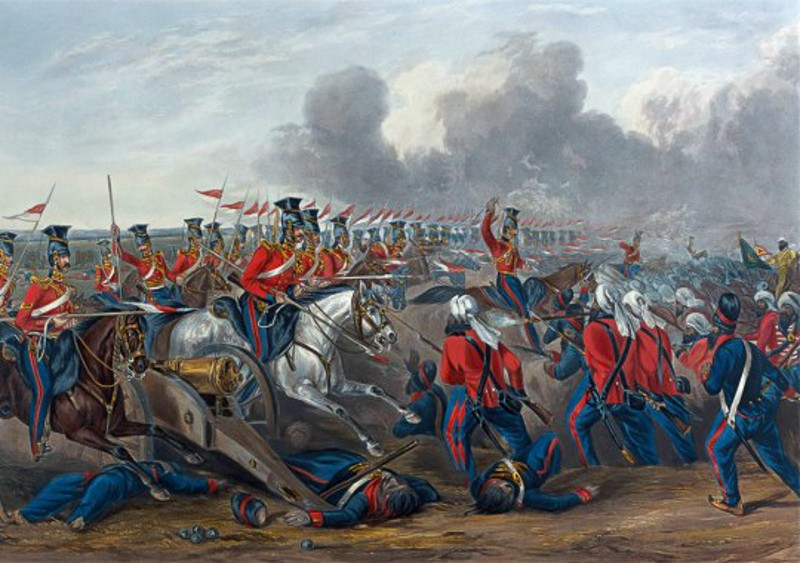
Cuộc tấn công của binh đoàn Lancer 16 của Anh tại Aliwal ngày 28 tháng 1 năm 1846, trong Chiến tranh Anh-Sikh

## Xem thêm

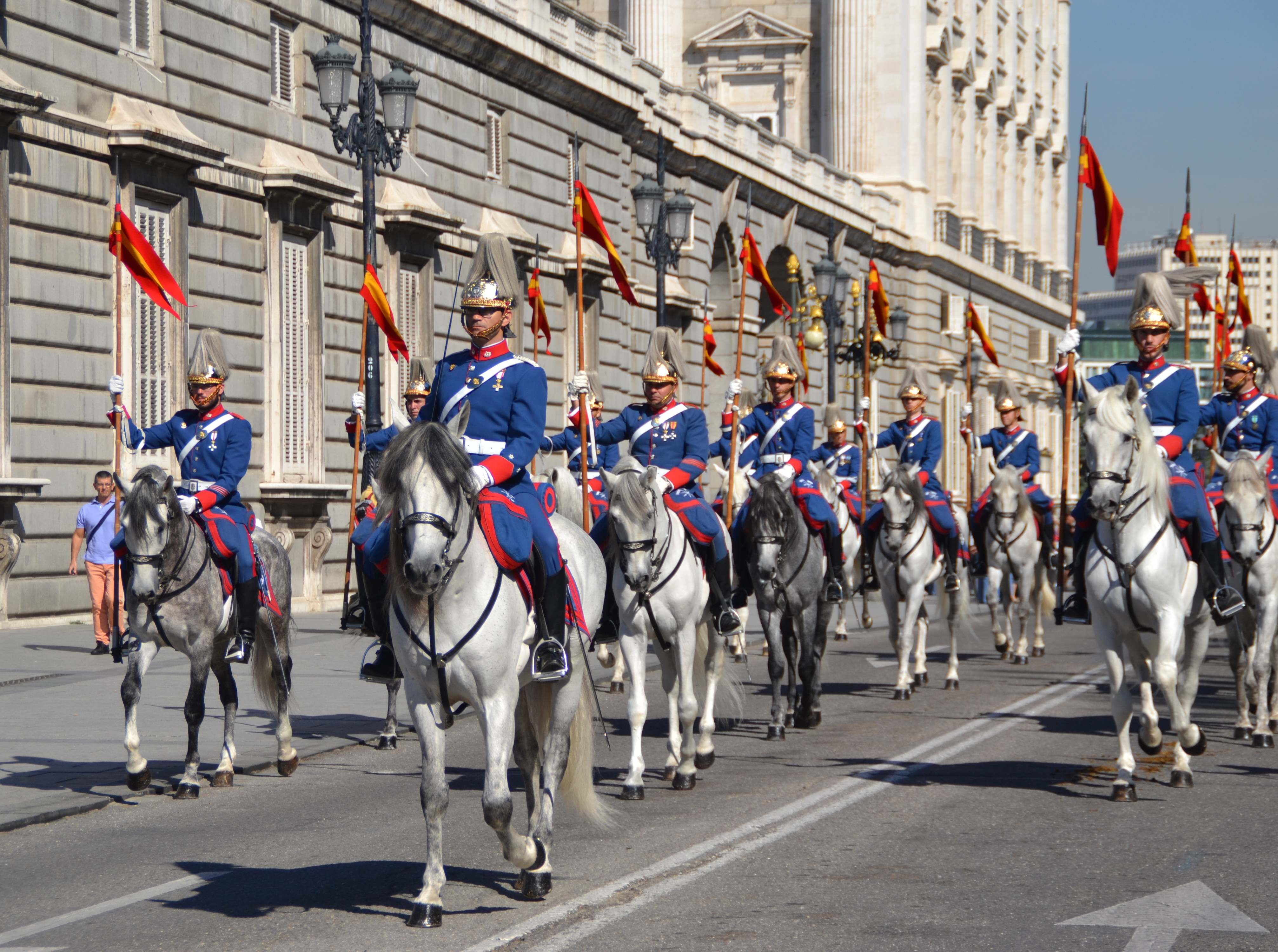
Lính Lancer thuộc Vệ binh Hoàng gia Tây Ban Nha

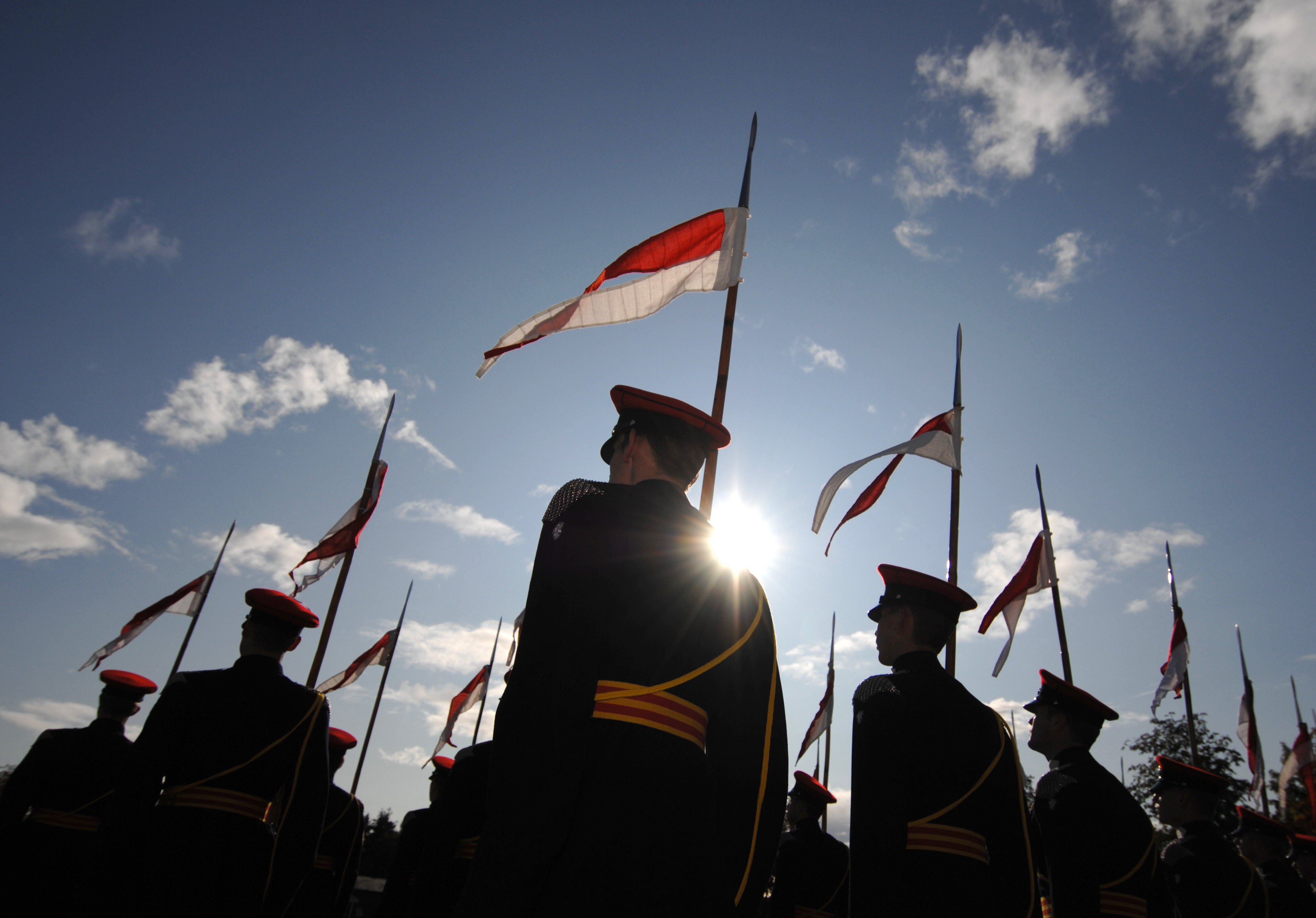
Lính lancer Anh tham gia duyệt binh năm 2008

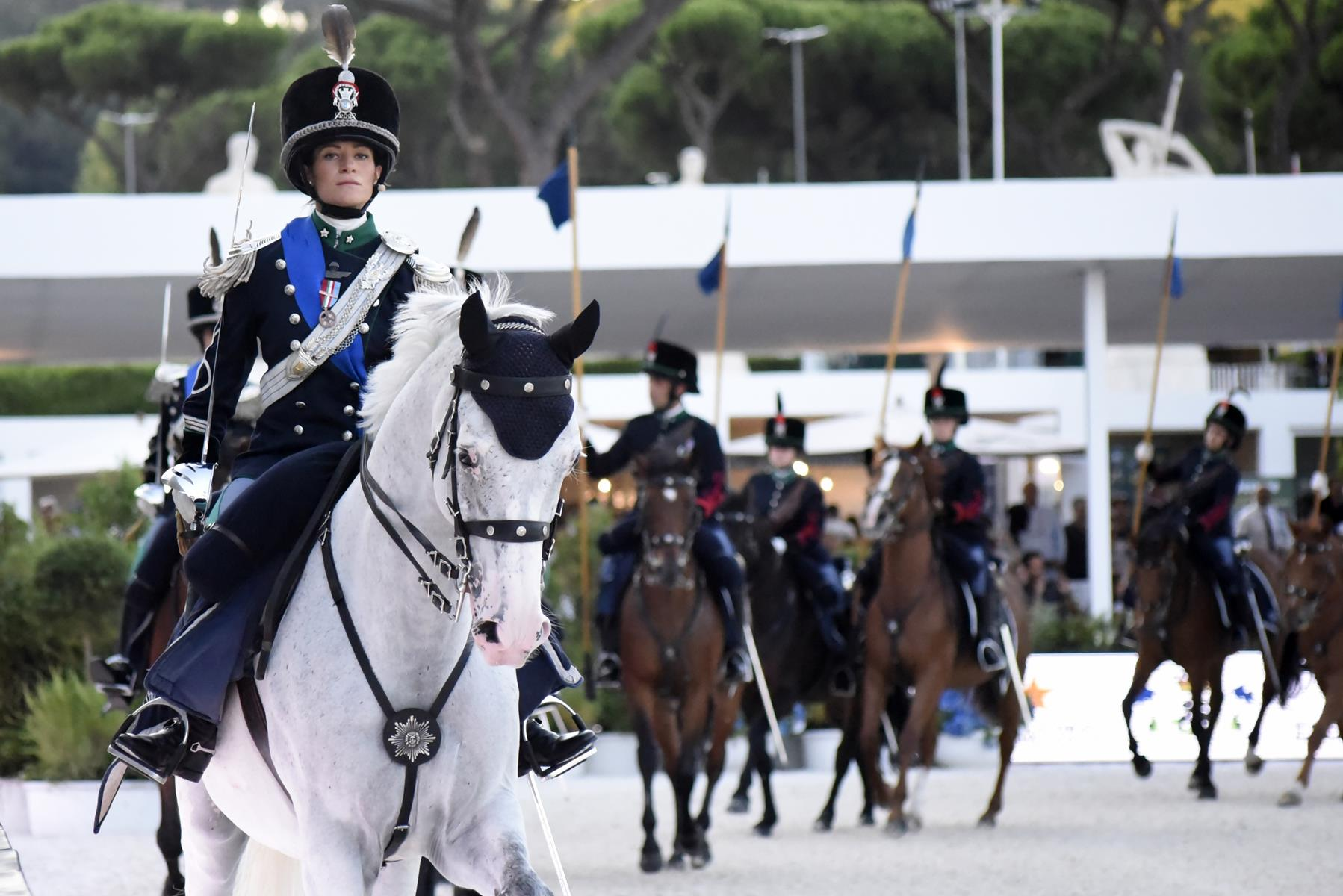
Trung đoàn Lancieri di Montebello" làm nhiệm vụ ở Rome, năm 2019